# 水野忠位
水野 忠位（みずの ただたか）は、江戸時代前期から中期の旗本、大名。忠位系水野家初代。

## 生涯
信濃に5000石、丹波に2000石を知行した大身旗本・水野忠増（松本藩水野忠清の四男）の長男として生まれる。元禄7年（1694年）、父の隠居により家督を相続した。側衆を経て、正徳元年（1711年）に大坂定番となる。この時、摂津（島上郡・島下郡・豊島郡）に5,000石を加増されて1万2000石を領する大名となる。正徳3年（1713年）死去。養子の忠房が前年に早世していたため、桑名藩久松松平家から忠定を婿養子に迎えて家督を継がせた。